# Luis de Noailles
Luis de Noailles, duque de Noailles (Versalles, 21 de abril de 1713-Saint-Germain-en-Laye, 22 de agosto de 1793), fue miembro de la influyente Casa de Noailles y sobrino de María Victoria de Noailles, nuera de Luis XIV de Francia. Fue Mariscal de Francia y se negó a emigrar durante la Revolución.

## Antecedentes y primeros años
Su padre fue Adrien Maurice de Noailles fue un distinguido militar del reinado de Luis XIV. La madre de Luis era Francisca Carlota de Aubigné, sobrina y heredera de Madame de Maintenon (segunda esposa secreta de Luis XIV). Con el título de duque de Ayen nació en Versalles y fue uno de los seis hijos. 
Sirvió en la mayoría de las guerras del siglo XVIII sin distinción particular, pero sin embargo fue nombrado Mariscal de Francia en 1775. Se negó a emigrar durante la Revolución, pero escapó de la guillotina al morir en agosto de 1793.

### Vida pública
Militar, su historial de servicio es impresionante. A los dieciséis años, ya era el jefe de campo del regimiento Noailles-Cavalerie (4 de marzo de 1730). Como capitán de la Compañía escocés (1731-1776), que combate el Asedio de Kehl (1733), a continuación, en Italia las batallas de Parma y Guastalla en 1734, promovido a brigadier el 1 de enero de 1 740 y Mariscal de campo el 14 de mayo de 1743. Luchó en la Batalla de Fontenoy en 1745 y la Batalla de Lafelt en 1747. Es nombrado Teniente general el 1 de enero de 1748, él lucha para Hastenbeck en 1757 antes de ser elevado a la dignidad de Mariscal de Francia el 24 de marzo de 1775, más por su nombre y el número de sus campañas que por su genio militar. Sucedió a su padre como gobernador del Rosellón en 1766, permaneciendo en el cargo hasta 1791.

## Matrimonio e hijos
El 25 de febrero de 1737 contrajo matrimonio con Cathérine Françoise Charlotte de Cossé (1724-1794), hija mayor de Charles Timoléon Louis de Cossé (1693-1732), duque de Brissac, y de Catherine Madeleine Pecoil de la Villedieu. Con quien tuvo cuatro hijos:
1. Jean de Noailles, duque de Noailles (26 de octubre de 1739, París - 20 de octubre de 1824).
2. Adriana Catalalina de Noailles (24 de diciembre de 1741 - diciembre de 1813) se casa con René de Froulay, conde de Tessé, último marqués de Lavardin (1736-1814).
3. Emmanuel María Luis de Noailles, Marqués de Noailles 12 de diciembre de 1743 - septiembre de 1822) diplomático francés que permaneció soltero.
4. Filipa Luisa de Noailles (1745-1791) se casó con Louis Antoine Armand de Gramont, duque de Lesparre.

La viuda, la nieta y la nuera del duque fueron guillotinadas el 22 de julio de 1794, veinticinco días después de que su hermano y su hermana, su cuñada, su nuera y su sobrina corrieran la misma suerte. Otra nieta, Adrienne, esposa de Gilbert du Motier, marqués de La Fayette, se salvó gracias a los esfuerzos de James Monroe, entonces ministro de Estados Unidos en Francia. Adrienne y su esposo están enterrados con los Noailles y los otros nobles que cayeron a la guillotina en el Cementerio de Picpus.
Luis de Noailles fue sucedido por su hijo mayor, Jean de Noailles. Los títulos permanecen entre los descendientes del cuarto duque en el siglo XXI.

## Títulos
- 21 de abril de 1713 - 24 de junio de 1766 El duque de Ayen.
- 24 de junio de 1766 - 22 de agosto de 1793 El duque de Noailles.